# Kostel Narození svatého Jana Křtitele (Roztoky, Povrly)
Římskokatolický farní kostel Narození svatého Jana Křtitele v Roztokách, části obce Povrly v okrese Ústí nad Labem, je novorománská sakrální stavba. Stojí na návrší uprostřed hřbitova nad někdejší hornickou obcí, která v minulosti byla známá těžbou stříbra.

## Historie
Původně se jednalo pravděpodobně o barokní kostel, který byl upraven v novorománském stylu v 19. století. Ve 21. století byl kostel opraven.

## Architektura
Stavba je jednolodní, neorientovaná a centrální. Má osmibokou loď s nízkou stanovou střechou a pětiboký presbytář, který je orientovaný k západu. Hlavní východní a obě boční fasády, které jsou delšími stranami osmiúhelníku, mají bosovaná nároží. Kostel má trojici vedle sebe situovaných obdélných, polokruhově zakončených oken s hladkou kružbou a trojúhelným neodděleným štítem. V ose východní a severní fasády je ještě pravoúhlý portál v polokruhově zakončeném rámci. V tympanonu východního portálu je klasicizující reliéf dvou jelenů u kašny. V ose jižního průčelí ve spodním pásmu je segmentové okno. Nad středem střechy se nachází čtyřboká prkenná věžička se zkosenými rohy. Presbytář s bosovanými nárožími je členěn pouze obdélnými, polokruhově zakončenými okny.
Presbytář má plochý strop. Triumfální oblouk je polokruhový. Delší strany lodi s plochým stropem jsou lemovány slepou arkádou. V arkádě do je portál a nahoře trojice oken. Ve východní části lodi se nachází dřevěná kruchta na čtyřech dřevěných pilířích.

## Zařízení
Hlavní oltář pochází z 19. století a je historizující. Je na něm obraz z 19. století sv. Jana Křtitele a barokní sochy sv. Jana Křtitele a Zachariáše pocházející z 18. století. Oltář Panny Marie je rokokový. Je z období kolem poloviny 18. století. Jsou na něm andílci, rokokové sochy sv. Kryštofa a sv. Jana Nepomuckého, a novodobá socha Madony. Obraz sv. Jana Nepomuckého je rokokový ze druhé poloviny 18. století. Kamenná barokní křtitelnice s dřevěným víkem se sochou Kristova křtu pochází z roku 1780.

## Okolí
Ve vsi stojí fara (čp. 38).